# 张克忠
张克忠（1903年1月16日—1954年3月25日），汉族，天津人，中国化学工程学家、教育家，南开大学化工系及应用化学研究所创始人，南开大学工学院院长。

## 生平
1903年1月16日，出生于天津。1915年，考入天津南开中学。1922年从唐山交通大学退学，考入南开大学。1923年赴美，五年后在麻省理工学院获化学工程学博士学位。1928年，回国在南开大学执教，筹办化工系。1932年，创办南开大学应用化学研究所并任所长。1933年6月，参与设计建造天津利中硫酸厂。在天津任教期时，经常往返南京，协助侯德榜扩建南京硫酸钮厂，受侯德榜的支持当选麻省理工学院南京校友会理事。
1937年，日本侵华战争爆发后，随南开大学应用化学研究所转移到重庆，当选临时麻省理工学院重庆校友会的第一届理事。1942年，担任昆明化工厂厂长。1947年3月，张克忠回到南开大学任教，恢复了应用化学研究所（后改称化工研究所），并于1948年1月任工学院院长。1951年，在张克忠的倡议下，天津市工业试验所获得中国共产党天津市委的批准而正式成立，张克忠出任所长。1952年调任天津大学。1954年3月25日，在天津市工业试验所主持学术讨论的过程中，昏迷经抢救无效后逝世。

## 著作
- 《无机化学工业》.北平：国立编译馆，1936年.